# WTA Tour Championships 1999 - Doppio
Il doppio del WTA Tour Championships 1999 è stato un torneo di tennis facente parte del WTA Tour 1999.
Lindsay Davenport e Nataša Zvereva erano le detentrici del titolo, ma solo Davenport si è qualificata con Corina Morariu, ma ha perso in semifinale contro Larisa Neiland e Arantxa Sánchez Vicario.
Martina Hingis e Anna Kurnikova hanno battuto in finale Neiland e Sánchez Vicario, 6–4, 6–4.

## Teste di serie
1. Martina Hingis /  Anna Kurnikova (campionesse)
2. Lindsay Davenport /  Corina Morariu (semifinali)

1. Lisa Raymond /  Rennae Stubbs (semifinali)
2. Larisa Neiland /  Arantxa Sánchez Vicario (finale)

## Tabellone

### Legenda
| - Q = Qualificato - WC = Wild card - LL = Lucky loser | - ALT = Alternate - SE = Special Exempt - PR = Protected Ranking | - w/o = Walkover - r = Ritirato - d = Squalificato |